# Gizy
Gizy település Franciaországban, Aisne megyében. Lakosainak száma 634 fő (2022. január 1.). Gizy Grandlup-et-Fay, Liesse-Notre-Dame, Marchais, Missy-lès-Pierrepont, Monceau-le-Waast és Samoussy községekkel határos.

## Népesség
A település népességének változása:
| Lakosok száma | 516  | 695  | 652  | 697  | 676  | 677  | 672  | 664  | 654  | 634  |
|               | 1968 | 1982 | 1990 | 2006 | 2013 | 2015 | 2017 | 2019 | 2020 | 2022 |